# Rosalind Krauss
Rosalind Epstein Krauss (* 30. November 1941 in Washington, D.C.) ist eine US-amerikanische Kunstkritikerin und -theoretikerin, Professorin und Kuratorin.

## Leben und Werk
Krauss unterrichtete am Wellesley College, am Massachusetts Institute of Technology, an der Princeton University, am Hunter College und am Graduate Center der City University of New York. Seit 1992 ist sie Professorin für zeitgenössische Kunst und Theorie an der Columbia University, New York, an der sie 2005 University Professor wurde.
Als Kritikerin und Theoretikerin publiziert sie seit 1965 in Artforum, Art International und Art in America. Sie war von 1971 bis 1974 Mitherausgeberin von Artforum, später von October, einer Zeitschrift für zeitgenössische Kunstkritik und -theorie, die sie 1976 mitbegründete. Ihr Vorbild inspirierte Yve-Alain Bois und Benjamin H. D. Buchloh in die USA auszuwandern. Sie selbst ist vom amerikanischen Kunstkritiker Clement Greenberg beeinflusst.
Krauss ist bekannt für ihre Studien über Malerei, Skulptur und Fotografie des 20. Jahrhunderts. Sie versucht das Phänomen der modernen Kunst in seiner historischen, theoretischen und formalen Dimension zu verstehen. Krauss’ Stärke ist es, die Kurzlebigkeit der visuellen und körperlichen Erfahrungen in ein präzises, lebendiges Englisch zu übersetzen.
In ihren Untersuchungen zur Entwicklung der Fotografie, deren Geschichte parallel zu derjenigen der modernen Malerei und der Plastik verläuft, macht sie bisher unbeachtete Phänomene in der «hohen Kunst» sichtbar, wie zum Beispiel die Rolle der Indexikalität oder der Funktion des Archives. Ihr Interesse gilt Konzepten wie der Formlosigkeit, dem optisch Unbewussten oder dem Pasticcio. Sie betraut den Künstler mit der Aufgabe, die Gewohnheiten des Betrachters den konventionalisierten, verknöcherten, akademisierten und schließlich falschen Normen zu entreissen. 
Die Eigenart von Krauss als Kunstwissenschaftlerin besteht darin, die Erfahrung von Kunst durch philosophische Kategorien verständlich zu machen. Ihr Werk hat einen Beitrag dazu geleistet, die Positionen von Denkern wie Maurice Merleau-Ponty, Ferdinand de Saussure, Jacques Lacan, Jean-Francois Lyotard, Jacques Derrida, Georges Bataille oder Roland Barthes in den Kunstwissenschaften zu etablieren.
1994 wurde Krauss in die American Academy of Arts and Sciences und 2012 in die American Philosophical Society gewählt.